# Comuna Ohleadiv, Radehiv
Ohleadiv (în ucraineană Оглядів) este o comună în raionul Radehiv, regiunea Liov, Ucraina, formată din satele Dubînî, Huta-Skleana, Monastîrok-Ohleadivskîi, Ohleadiv (reședința) și Oplițko.

## Demografie
Componența lingvistică a comunei Ohleadiv
     Ucraineană (99,77%)
     Alte limbi (0,24%)
Conform recensământului din 2001, majoritatea populației comunei Ohleadiv era vorbitoare de ucraineană (99,77%), existând în minoritate și vorbitori de alte limbi.